# Луиза фон Саксония-Хилдбургхаузен
Шарлота Луиза Фридерика Амалия Александрина фон Саксония-Хилдбургхаузен (на немски: Charlotte Luise Friederike Amalie Alexandrine von Sachsen-Hildburghausen; * 28 януари 1794, Хилдбургхаузен; † 6 април 1825, Бибрих, Висбаден) от род Ернестини, е принцеса от Саксония-Хилдбургхаузен и чрез женитба херцогиня на Насау (1816 – 1825).

## Произход
Дъщеря е на дъщеря на херцог Фридрих фон Саксония-Алтенбург (1763 – 1834) и херцогиня Шарлота Георгина Луиза фон Мекленбург-Щрелиц (1769 − 1818), дъщеря на херцог Карл II от Мекленбург. Майка ѝ е сестра на Луиза, от 1797 г. кралица на Прусия.

## Фамилия
Луиза се омъжва на 24 юни 1813 г. в Хилдбургхаузен за херцог Вилхелм I фон Насау (1792 – 1839). Те имат децата:
- Августа Луиза Фридерика Максимилиана Вилхелмина (1814 – 1814)
- Тереза Вилхелмина Фридерика Изабела Шарлота (1815 – 1871), омъжена на 23 април 1837 г. за херцог Петер фон Олденбург (1812 – 1881)
- Адолф I (1817 – 1905), херцог на Насау и велик херцог на Люксембург, женен I. на 31 януари 1844 г. за велика княгиня Елизабет от Русия (1826 – 1845), II. на 23 април 1851 г. за принцеса Аделхайд Мария фон Анхалт-Десау (1833 – 1916)
- Вилхелм Карл Хайнрих Фридрих (1819 – 1823)
- Мориц Вилхелм Август Карл Хайнрих (1820 – 1850)
- Мария Вилхелмина Луиза Фридерика Хенриета (1822 – 1824)
- Вилхелм Карл Август Фридрих (1823 – 1828)
- Мария Вилхелмина Фридерика Елизабет (1825 – 1902), омъжена 1842 г. за княз Херман фон Вид (1814 – 1864), баба на румънския крал Карол I (1839 – 1914)